# Gustav Bauernfeind
Gustav Bauernfeind, né le 4 septembre 1848 et mort le 24 décembre 1904, est un peintre, illustrateur et architecte wurtembergeois.
Il fut, de son vivant, considéré comme l’un des peintres les plus fameux d’Allemagne.

## Biographie
D’origine juive, Bauernfeind a travaillé, après avoir suivi des études d'architecture à l'Institut polytechnique de Stuttgart, dans le cabinet d'architecte de Wilhelm Bäumer puis dans celui d’Adolph Gnauth, où il a également appris la peinture.
Il a consacré sa première période à réaliser des illustrations de l'Italie. À partir de 1880 il s’intéresse à l'Orient. En 1896, il s'installe avec sa femme et son fils à Jérusalem. Il vivra également en Syrie et au Liban.
Son travail se caractérise principalement par des vues architecturales de Jérusalem et de Terre Sainte. Ses peintures sont méticuleuses et des représentations presque photographiques de paysages urbains et de sanctuaires célèbres. Au cours de sa vie, il fut un des peintres les plus populaires d’Allemagne. Très vite tombé dans l'oubli après sa mort, le début des années 1980 a vu la redécouverte progressive de cet artiste. Un de ses tableaux, Klagemauer, Jerusalem, d’est vendu, en 1992, pour l'équivalent de 326 000 euros, à Londres chez Christie's. Une seconde vente aux enchères, le 27 juin 2007 à Sotheby's s’est montée à 4 500 000 euros.

Œuvres de Gustav Bauernfeind
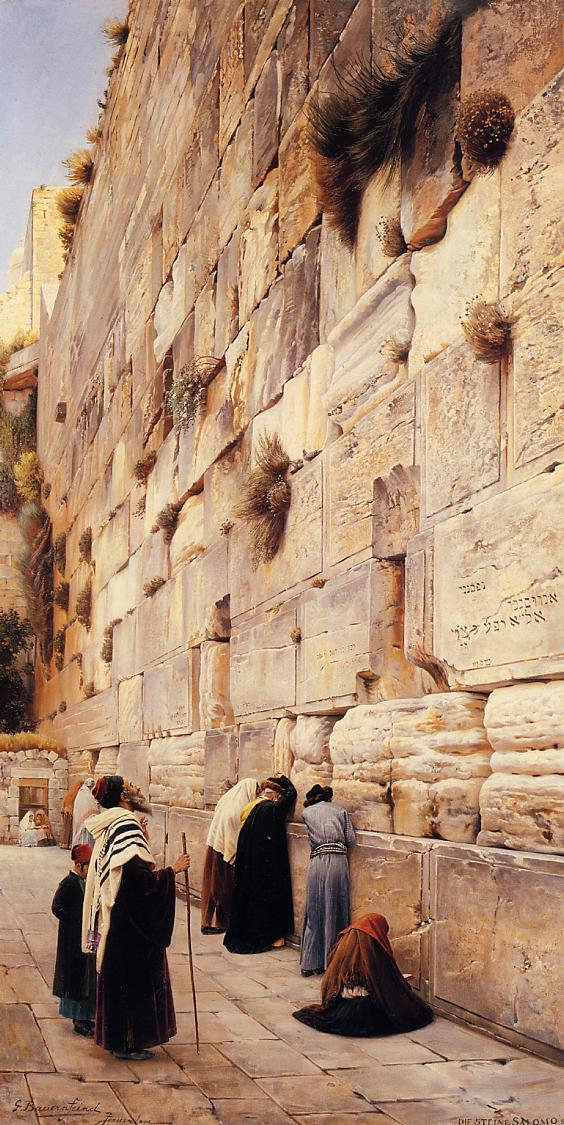
Le mur des lamentations, Jerusalem, 1904
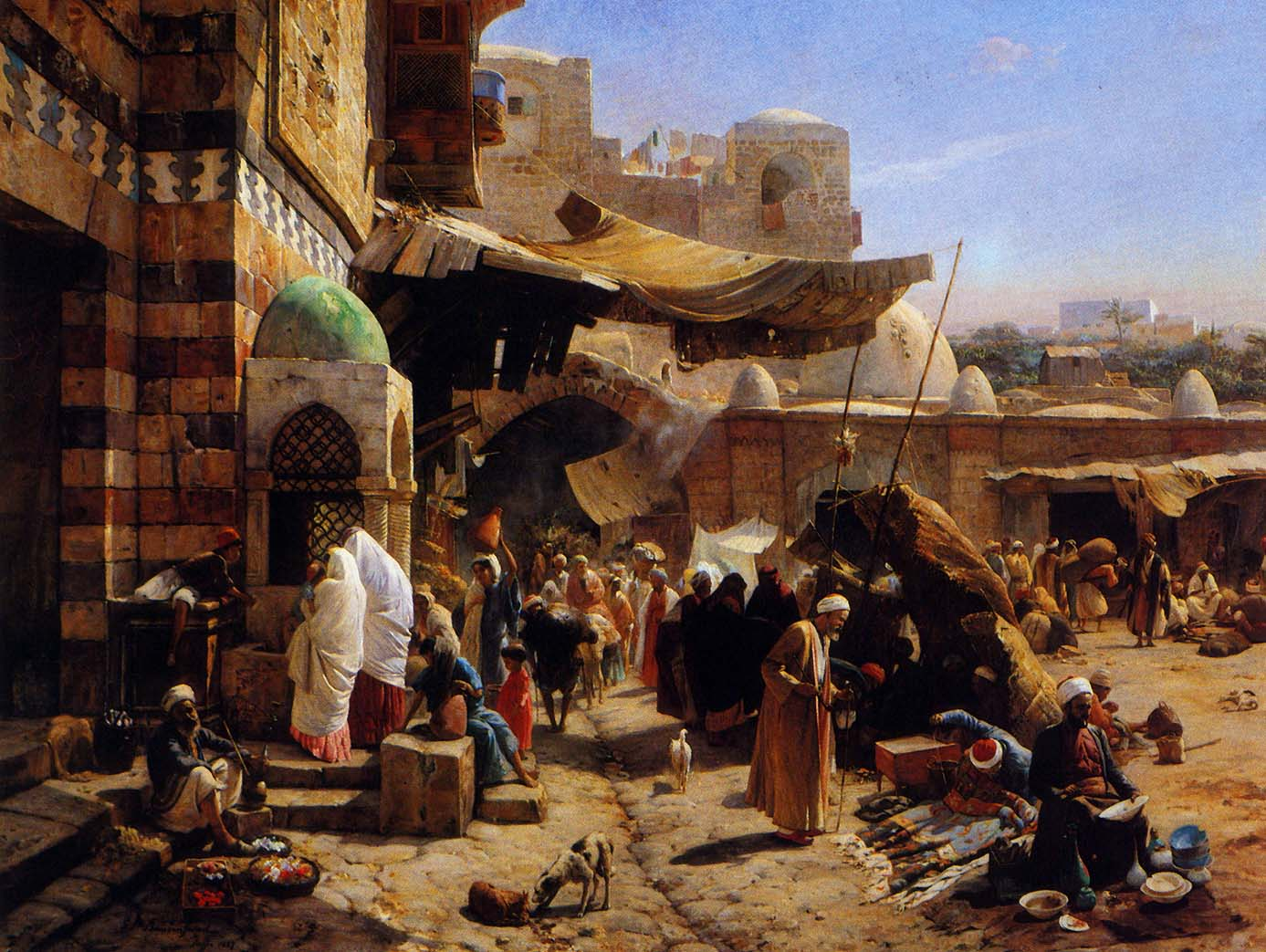
Marché à Jaffa, 1887